# Qarānqū Darreh
Qarānqū Darreh (persiska: قرانقو درّه, قَران قَدرِه, غَرَنغُّ دَرِه) är en ort i Iran.   Den ligger i provinsen Hamadan, i den nordvästra delen av landet, 290 km väster om huvudstaden Teheran. Qarānqū Darreh ligger 1 857 meter över havet och antalet invånare är 456.
Terrängen runt Qarānqū Darreh är huvudsakligen platt, men åt nordost är den kuperad. Runt Qarānqū Darreh är det ganska tätbefolkat, med 52 invånare per kvadratkilometer. Närmaste större samhälle är Qohord-e Bālā, 12,4 km sydväst om Qarānqū Darreh. Trakten runt Qarānqū Darreh består i huvudsak av gräsmarker.